# 早期中國史研究
《早期中國史研究》（Early and Medieval Chinese History，簡稱EMCH，國際期刊號 ISSN: 2075-0366），是由學術社群「早期中國史研究會」主辦、以歷史學為主的學術期刊，創刊時間為2009年，自2016年收錄於臺灣THCI歷史學門期刊名單。2023年，獲評比為「臺灣人文及社會科學期刊評比暨核心期刊收錄」歷史學門第二級期刊，同時收錄為人文學核心期刊（THCI）。該刊乃早期中國史研究會為推動學術發展的理念而進行的主要活動之一，主要目的在於透過社群性的活動，促進歷史學研究的多元交流與探索發的可能性。
《早期中國史研究》的特色為不僅收錄一般的論文、研究討論和書評，同時收錄目前臺灣中文期刊一般不予收錄的文章類別，並規劃發展有別一般的研究文獻類別，例如研究札記、書介、史料解題等等。由於該研究會經費完全獨立，在未獲任何補助的情形下，以會費為主要收入，同時採行嚴格的雙匿名審查制度。該研究會與刊物由於擁有相當一批具有熱忱與理想的成員，儘管未獲外在環境的支持以及經費有限的條件下，仍然辦理得甚為有聲有色，獲得各地學界的迴響，是臺灣歷史學界一種獨立運作、小而精緻的研究社群的代表之一。
《早期中國史研究》目前出刊至第十五卷（2023年12月）。

## 歷史
早期中國史研究會的前身為一個運作超過二十年（2002-）的學術社群，主要是由臺灣大學歷史學系出身為主的年輕研究者組成，過去或稱為「臺灣大學中國中古史讀書會」，一般通稱為「臺大中古史讀書會」。
最初的參與者包含蔡宗憲、鄭雅如、林韻柔、王安泰、凃宗呈、趙立新、林宗閱、吳修安、胡雲薇、古怡青、許凱翔、王萬雋、林楓珏、邱建智、黃玫茵、劉欣寧、曾堯民、林欣儀、李龢書、李文仁、鄭娟芝、劉宏毅，以及王國堯、阿部幸信、徐冲等臺灣地區以外的研究者。
陸續加入的會員計有張文昌、陳珈貝、陳識仁、傅　揚、謝自達、徐雅琳、黃旨彥、甘懷真、黃川田修、李昭毅、朱振宏、李廣健、李明仁、李志鴻、林慧芬、林世偉、林靜薇、蔡長廷、游逸飛、郭珮君、曾名郁、藤井康隆、吳曉筠、鄭宗賢、劉永中、黃文儀、楊曉宜、蔡佩玲、高震寰、王仁祥、林佩瑩、胡川安、蔡耀慶、蔣蕙綺、劉玉菁、段偉、孫正軍、魏斌、陳嘉禮、劉屹、孫英剛、呂明善、安部聡一郎、土口史記、趙晶、劉嘯、童嶺、薛海波、戶川貴行、大知聖子、恩塚貴子、柳浚炯，以及Albert Dien、陳弱水、李明仁、張廣達、吳尚潔、蔡幸娟等古代史、考古學、宗教史和思想史等不同領域的研究者。
第二卷主編林韻柔在任期間，刊物由每年一卷一本，改為一年一卷兩期。主要承擔發起籌劃、推動和協調工作的成員為趙立新。

## 各卷主編
- 第一卷主編：蔡宗憲（2009年，中興大學歷史系助理教授）
- 第二卷主編：林韻柔（2010年，逢甲大學中文系助理教授）
- 第三卷主編：趙立新（2011年，暨南國際大學歷史系助理教授）
- 第四卷主編：李昭毅（2012年，時為朝陽科技大學通識中心助理教授；中正大學歷史系助理教授）
- 第五卷主編：王安泰（2013年，時為日本東京中央大學文學部外國人研究員；天津南開大學歷史學院副教授）
- 第六卷主編：王萬雋（2014年，東吳大學歷史系助理教授）
- 第七卷主編：凃宗呈（2015年，成功大學歷史系助理教授）
- 第八卷主編：鄭雅如（2016年，中央研究院歷史語言研究所助研究員）
- 第九卷主編：許凱翔（2017年，時先後為中央研究院歷史語言研究所博士後研究（科技部補助延攬）、臺北醫學大學人文創新與社會實踐研究中心博士後研究）
- 第十卷主編：李昭毅（2018年，中正大學歷史系助理教授）
- 第十一卷主編：鄭雅如（2019年，中央研究院歷史語言研究所副研究員）
- 第十二卷主編：趙立新（2020年，暨南國際大學歷史系副教授）
- 第十三卷主編：林韻柔（2021年，中正大學歷史系副教授）
- 第十四卷主編：吳修安（2022年，中央研究院歷史語言研究所助研究員）
- 第十五卷主編：許凱翔（2023年，暨南國際大學歷史學系助理教授）
- 第十六卷主編：林欣儀（2024年，佛光大學佛教學系助理教授）
- 第十七卷主編：黃庭碩（2025年，中央研究院歷史語言研究所助研究員）

## 各卷編委會成員
- 第一卷：林韻柔、凃宗呈、王萬雋、林宗閱、林楓玨、邱建智
- 第二卷：趙立新、吳修安、王萬雋、許凱翔、黃旨彥
- 第三卷：李昭毅、許凱翔、林楓珏、郭珮君、林慧芬
- 第四卷：王安泰、鄭雅如、鄭宗賢、林楓珏、郭珮君、林慧芬、徐冲
- 第五卷：王萬雋、林韻柔、林慧芬、郭珮君、許凱翔
- 第六卷：凃宗呈、許凱翔、林欣儀、林宗閱、蔡長廷
- 第七卷：鄭雅如、曾堯民、林宗閱、蔡長廷、李志鴻
- 第八卷：蔡宗憲、趙立新、胡雲薇、許凱翔、李志鴻
- 第九卷：陳識仁、李昭毅、林欣儀、蔡長廷、李志鴻、黃庭碩
- 第十卷：林佩瑩、林欣儀、陳識仁、遊逸飛、楊曉宜、蔡長廷
- 第十一卷：吳修安、許凱翔、曾堯民、趙立新、劉欣寧、蔡長廷
- 第十二卷：林韻柔、林佩瑩、凃宗呈、游逸飛、許凱翔、蔡長廷
- 第十三卷：蔡宗憲、林欣儀、曾堯民、蔡長廷、郭珮君、吳修安
- 第十四卷：林佩瑩、高震寰、蔡長廷、黃旨彥、林牧之、許凱翔
- 第十五卷：楊曉宜、李志鴻、蔡長廷、石昇烜、歐陽宣、林欣儀
- 第十六卷：許凱翔、林韻柔、黃旨彥、傅   揚、林牧之、黃庭碩
- 第十七卷：古怡青、吳承翰、石昇烜、黃怡君、林牧之、林佩瑩

### 腳註
1. ↑  科技部人社會中心評比結果暨核心期刊名單http://www.hss.ntu.edu.tw/model.aspx?no=354 （页面存档备份，存于）
2. ↑  趙立新、蔡宗憲，〈發刊辭〉，《早期中國史研究》，第1卷（2009.7）

### 其他参考資料
- 〈發刊辭〉，趙立新、蔡宗憲，《早期中國史研究》第1卷（2009.7）。
- 國家圖書館．臺灣期刊論文索引系統：《早期中國史研究》，2009-12-22 （页面存档备份，存于）。
- 「早期中國史研究會成立」．臺灣大學歷史學系．學界學術消息，2009-11-5 （页面存档备份，存于）。
- 「台湾《早期中国史研究》创刊」，往復论坛，2009-11-17[永久]。
- 『早期中国史研究』，關尾史郎のブログ:2011年5月 （页面存档备份，存于）。
- 「拝受 早期中国史研究 第1巻」，Marginal Notes & Marginalia，2009年12月2日 （页面存档备份，存于）。

## 外部連結
- 早期中國史研究會Homepage （页面存档备份，存于）
- EMCH早期中國史研究會
- 臺灣期刊論文索引系統：《早期中國史研究》http://readopac2.ncl.edu.tw/nclJournal/search/guide/detail.jsp?mark=basic&dtdId=000075&sysId=0006564185&la=ch （页面存档备份，存于）
- 評介一個學術研究社群：早期中國史研究會，網址：http://firstsaint1127.pixnet.net/blog/post/213644840#comment-37641404 （页面存档备份，存于）